# Ammothella pilosa
Ammothella pilosa là một loài nhện biển trong họ Ammotheidae. Loài này thuộc chi Ammothella. Ammothella pilosa được miêu tả khoa học năm 1961 bởi Losina-Losinsky.